# Donald Meek
Pour les articles homonymes, voir Meek.
Donald Meek est un acteur écossais, né à Glasgow (Écosse, Royaume-Uni) le 14 juillet 1878, mort d'une leucémie à Los Angeles (Californie, États-Unis) le 18 novembre 1946.

## Biographie
Donald Meek effectue son apprentissage au théâtre, au Royaume-Uni et en Australie (tournées). En 1912, il s'installe aux États-Unis, où il continue le théâtre, notamment à Broadway entre 1917 et 1932 (une opérette, deux comédies musicales et des pièces). Mais surtout, il figure au générique de plus d'une centaine de films, en particulier réalisés par John Ford, comme "second rôle" de caractère, entre 1923 et 1946 (ses trois derniers films sortent en 1947, l'année suivant sa mort).
Une étoile lui est dédiée sur le Walk of Fame d'Hollywood Boulevard.

## Filmographie partielle
- 1929 : Le Trou dans le mur (The Hole in the Wall) de Robert Florey
- 1931 : Personal Maid de Monta Bell et Lothar Mendes
- 1931 : The Girl Habit d'Edward F. Cline
- 1933 : Love Honor and Oh Baby de Edward Buzzell
- 1933 : College Coach de William Wellman
- 1934 : Hi Nellie de Mervyn LeRoy
- 1934 : Bedside de Robert Florey
- 1934 : The Last Gentleman de Sidney Lanfield
- 1934 : Rythmes d'amour (Murder at the Vanities) de Mitchell Leisen
- 1934 : The Defense Rests de Lambert Hillyer
- 1934 : La Veuve joyeuse (The Merry Widow) d'Ernst Lubitsch
- 1934 : Mrs Wiggs of the Cabbage Patch de Norman Taurog
- 1934 : What Every Woman Knows de Gregory LaCava
- 1934 : Le capitaine déteste la mer (The Captain Hates the Sea) de Lewis Milestone
- 1935 : Romance in Manhattan de Stephen Roberts
- 1935 : Biography of a Bachelor Girl de Edward H. Griffith
- 1935 : Aller et Retour (The Gilded Lily) de Wesley Ruggles
- 1935 : Society Doctor de George B. Seitz
- 1935 : Collège rythme (Old Man Rhythm) de Edward Ludwig
- 1935 : Toute la ville en parle (The Whole Town's Talking) de John Ford
- 1935 : Baby Face Harrington de Raoul Walsh
- 1935 : Un bienfait dangereux (Kind Lady) de George B. Seitz
- 1935 : La Marque du vampire (Mark of the Vampire) de Tod Browning
- 1935 : Le Mouchard (The Informer) de John Ford
- 1935 : Village Tale de John Cromwell
- 1935 : La Malle de Singapour (China Seas) de Tay Garnett
- 1935 : Accent on Youth (en) de  Wesley Ruggles
- 1935 : Happiness c.o.d. de Charles Lamont
- 1935 : Le Retour de Peter Grimm (The Return of Peter Grimm), de George Nichols Jr.
- 1935 : Gosse de riche (She Couldn't Take It) de Tay Garnett
- 1935 : Ville sans loi de Howard Hawks
- 1935 : Peter Ibbetson de Henry Hathaway
- 1935 : Kind Lady de George B. Seitz
- 1935 : Capitaine Blood (Captain Blood) de Michael Curtiz
- 1935 : Je veux me marier (The Bride Comes Home) de Wesley Ruggles
- 1936 : Everybody's Old Man (en) de James Flood
- 1936 : La Chanson à deux sous (Pennies from Heaven) de Norman Z. McLeod
- 1936 : Loufoque et Cie (Love on the Run) de W. S. Van Dyke
- 1936 : Deux Enfants terribles (And So They Were Married) d'Elliott Nugent
- 1936 : One Rainy Afternoon, de Rowland V. Lee
- 1936 : The Three Wise Guys de George B. Seitz
- 1936 : Three Married Men de Edward Buzzell
- 1936 : Old Hutch de J. Walter Ruben
- 1936 : Two in a Crowd de Alfred E. Green
- 1937 : Le Démon sur la ville (Maid of Salem) de Frank Lloyd
- 1937 : Behind the Headlines de Richard Rosson
- 1937 : La Vie privée du tribun (Parnell) de John M. Stahl
- 1937 : Three Legionnaires de Hamilton MacFadden
- 1937 : L'Or et la Chair (The Toast of New York) de Rowland V. Lee
- 1937 : Artistes et Modèles (Artists & Models) de Raoul Walsh
- 1937 : Make a Wish de Kurt Neumann
- 1937 : Mariage double (Double Wedding) de Richard Thorpe
- 1937 : Déjeuner pour deux (Breakfast for Two) d'Alfred Santell
- 1937 : Millionnaire à crédit (You're a Sweetheart) de David Butler
- 1938 : Double Danger de Lew Landers
- 1938 : Les Aventures de Tom Sawyer (The Adventures of Tom Sawyer) de Norman Taurog
- 1938 : Vacances payées (Having Wonderful Time) d'Alfred Santell
- 1938 : Hôtel à vendre (Little Miss Broadway) d'Irving Cummings
- 1938 : Vous ne l'emporterez pas avec vous (You can't take it with you) de Frank Capra
- 1938 : Hold That Co-ed de George Marshall
- 1939 : Vers sa destinée (Young Mister Lincoln) de John Ford
- 1939 : La Chevauchée fantastique (Stagecoach) de John Ford
- 1939 : Nick Carter, Master Detective de Jacques Tourneur
- 1939 : Le Brigand bien-aimé (Jesse James) de Henry King
- 1939 : Blondie Takes a Vacation de Frank R. Strayer
- 1939 : Hollywood Cavalcade de Irving Cummings
- 1939 : Le Roi des reporters (The Housekeeper's Daughter) de Hal Roach
- 1940 : La Balle magique du Docteur Ehrlich (Dr. Ehrlich's Magic Bullet) de William Dieterle
- 1940 : The Man from Dakota de Leslie Fenton
- 1940 : The Ghost Comes Home de Wilhelm Thiele
- 1940 : Mon petit poussin chéri (My Little Chickadee) d'Edward F. Cline
- 1940 : La Rançon de la gloire (Star Dust) de Walter Lang
- 1940 : Changeons de sexe (Turnabout) de Hal Roach
- 1940 : Phantom Raiders de Jacques Tourneur
- 1940 : Le Retour de Frank James (The Return of Frank James) de Fritz Lang
- 1940 : Sky Murder de William R. Lipman
- 1940 : Third Finger, Left Hand de Robert Z. Leonard
- 1940 : Oh ! Johnny mon amour ! (Oh Johnny, How You Can Love) de Charles Lamont
- 1940 : Hullabaloo de Edwin L. Marin
- 1941 : Viens avec moi (Come Live with Me) de Clarence Brown
- 1941 : Il était une fois (A Woman's Face) de George Cukor
- 1941 : The Feminine Touch de W. S. Van Dyke
- 1941 : Débuts à Broadway (Babes on Broadway) de Busby Berkeley
- 1941 : Rise and Shine d'Allan Dwan
- 1941 : Blonde Inspiration de Busby Berkeley
- 1941 : The Wild Man of Borneo de Robert B. Sinclair
- 1942 : La Flamme sacrée (Keeper of the Flame) de George Cukor
- 1942 : Tortilla Flat de Victor Fleming
- 1943 : La Du Barry était une dame (Du Barry Was a Lady) de Roy Del Ruth
- 1943 : They Got Me Covered de David Butler
- 1943 : Laurel et Hardy chefs d'îlot (Air Raid Wardens) d'Edward Sedgwick
- 1944 : Deux Jeunes Filles et un marin (Two Girls and a Sailor) de Richard Thorpe
- 1944 : Le Bal des sirènes (Bathing Beauty) de George Sidney
- 1944 : L'introuvable rentre chez lui (The Thin Man goes Home) de Richard Thorpe
- 1945 : La Foire aux illusions (State Fair) de Walter Lang
- 1946 : Janie Gets Married de Vincent Sherman
- 1946 : Par sa faute (Because of Him) de Richard Wallace
- 1946 : Colonel Effingham's Raid  de Irving Pichel
- 1946 : Affairs of Geraldine de George Blair
- 1947 : Fabulous Joe de Harve Foster
- 1947 : La Cité magique (Magic Town) de William A. Wellman

## Théâtre (à Broadway)
(pièces, sauf mention contraire)
- 1917-1918 : Going Up, comédie musicale, musique de Louis A. Hirsch, livret et lyrics d'Otto Hauerbach, d'après The Aviator de James Montgomery, avec Ed Begley, Frank Craven
- 1919 : Nothing but Love, comédie musicale, musique de Harold Orlob, livret et lyrics de Frank Stammers
- 1920 : The Hottentot de Victor Mapes et William Collier
- 1920-1921 : Little Old New York de Rida Johnson Young, avec Genevieve Tobin
- 1921-1922 : Six-Cylinder Love de William Anthony McGuire, avec Berton Churchill, Ernest Truex
- 1923 : Tweedles de Booth Tarkington et Harry Leon Wilson (en), avec Ruth Gordon
- 1923-1924 : The Potters de J.P. McEvoy, avec Gene Raymond
- 1925 : Easy Terms de (et interprété par) Crane Wilbur
- 1925 : Fool's Bells de A.E. Thomas, d'après Leona Dalrymple
- 1926 : Love 'em and Leave 'em de George Abbott et John V.A. Weaver (en), avec Thomas Chalmers
- 1926 : The Shelf de Dorrance Davis, avec Arthur Byron, Lee Patrick, Jessie Ralph, Thelma Ritter
- 1927 : Spreed Eagle de George S. Brooks et Walter B. Lister
- 1927 : My Princess, opérette, musique de Sigmund Romberg, livret et lyrics de Dorothy Donnelly, costumes de Charles Le Maire, avec Luis Alberni
- 1927-1928 : The Ivory Door d'Alan Alexander Milne, avec Henry Hull, Louise Closser Hale, Edward Rigby
- 1928 : Mr. Moneypenny de Channing Pollock
- 1929 : Jonesy d'Anne Morrison et John Peter Toohey, avec Spring Byington, Gene Raymond
- 1929-1930 : Broken Dishes de Martin Flavin, avec Bette Davis
- 1930-1931 : Oh, Promise Me de (et mise en scène par) Howard Lindsay et Bertrand Robinson, avec Mary Philips
- 1931 : After Tomorrow de (et mise en scène par) John Golden et Hugh Stanislaus Stange, avec Josephine Hull
- 1932 : Take my Tip de Nat N. Dorfman